# (5497) Sararussell
(5497) Sararussell es un asteroide perteneciente al cinturón de asteroides descubierto el 30 de septiembre de 1975 por Schelte John Bus desde el Observatorio del Monte Palomar, Estados Unidos.

## Designación y nombre
Designado provisionalmente como 1975 SS. Fue nombrado Sararussell en homenaje a Sara Russell, investigadora en el Museo de Historia Natural de Londres, donde estudia la química y mineralogía de los meteoritos para investigar el sistema solar temprano y el origen de los granos interestelares. Ha recolectado meteoritos en desiertos calientes y fríos y es editora principal del Meteoritical Bulletin.

## Características orbitales
Sararussell está situado a una distancia media del Sol de 3,007 ua, pudiendo alejarse hasta 3,178 ua y acercarse hasta 2,836 ua. Su excentricidad es 0,056 y la inclinación orbital 10,73 grados. Emplea 1905,21 días en completar una órbita alrededor del Sol.

## Características físicas
La magnitud absoluta de Sararussell es 12,5. Tiene 11,286 km de diámetro y su albedo se estima en 0,152. 